# Gortyna turatii
Gortyna turatii är en fjärilsart som beskrevs av Constantini 1913. Gortyna turatii ingår i släktet Gortyna och familjen nattflyn. Inga underarter finns listade i Catalogue of Life.